# Рудолф III фон Нойенбург-Нидау
Рудолф III фон Нойенбург-Нидау (на немски: Rudolf III, Graf von Neuenburg-Nidau; † 21 юни 1339 при Лаупен в кантон Берн) е граф на Нойенбург в кантон Ньошател и господар на Нидау в кантон Берн в Швейцария.

## Произход
Той е син на граф Рудолф II фон Нойенбург-Ерлах († 1308/1309), господар на Нидау и Фробург, 1276 г. ландграф в Бургундия, и съпругата му Гертруд (Юта) фон Нойенбург-Щрасберг († 1327), дъщеря на граф Бертхолд II фон Нойенбург-Щрасберг († 1282/1293) и Аделхайд фон Оксенщайн († 1314). Майка му Гертруд (Юта) се омъжва втори път 1306 г. за маркграф Рудолф III фон Баден († 1332).
Брат е на Хартман фон Нойенбург-Нидау († 1320) и на Конрад фон Нидау († сл. 1357).
Рудолф III фон Нойенбург-Нидау е убит на 21 юни 1339 г. в битката при Лаупен в кантон Берн. Линията „Нойенбург-Нидау“ изчезва през 1375 г.

## Фамилия
Първи брак: с Йоната фон Нойенбург/Ньошател, дъщеря на Амадеус фон Нойенбург († 1287/1288) и Йордана де Ла Сараз († сл. 1288). Бракът е бездетен.
Втори брак: пр. 31 декември 1276 или 1329 г. с Верена де Ньофшател/Нойшател († 1372), дъщеря на Тибаут IV де Ньофшател († 1336/1337) и Агнес фон Геролдсек. Те имат децата:
- Рудолф IV фон Нойенбург-Нидау († 8 декември 1375, убит при Бюрен), женен за Елизабет фон Нойенбург (* 1338; † 25 декември 1397)
- Якоб фон Нойенбург-Нидау († 1343/4 април 1345)
- Верена фон Нойенбург-Нидау († 4 юли 1405), омъжена за граф Зигмунд IV фон Тирщайн († сл. 29 януари 1383)
- Анна фон Нойенбург († сл. 1400), омъжена пр. 6/16 ноември 1356 г. за граф Хартман III фон Хабсбург-Кибург, ландграф в Бургундия († 29 март 1377)

Вдовицата му Верена де Ньофшател/Нойшател се омъжва втори път 1352 г. за граф Йохан II фон Хабсбург-Лауфенбург († 1380), ландграф в Зизгау.